# Kate Spade
Kate Spade, egentligen Katherine Noel Brosnahan, född 24 december 1962 i Kansas City, Missouri, död 5 juni 2018 i New York, var en amerikansk modeskapare och entreprenör. Tillsammans med sin make Andy Spade grundade hon 1993 modehuset Kate Spade New York.

## Biografi
Kate Spade var dotter till June Mullen och Earl Francis Brosnahan. Hon läste vid University of Kansas och avlade 1985 journalistexamen vid Arizona State University. Året därpå började hon arbeta på tidskriften Mademoiselle, där hon skrev om bland annat accessoarer. Hon lämnade tidskriften 1991 och grundade två år senare sitt eget designmärke tillsammans med maken Andy Spade. Initialt designade och tillverkade företaget eleganta kvalitetshandväskor, men senare utökade man verksamheten till andra produkter, däribland klänningar, kjolar, skor, smycken, klockor, parfymer samt sängkläder. Klockdesignen är lekfull samtidigt som den är elegant och sofistikerad.
År 1999 köpte Neiman Marcus 56 procent av företaget och 2006 de återstående 44 procenten. I juli 2017 köpte det multinationella modeföretaget Tapestry, Inc. Kate Spade & Company för 2,4 miljarder dollar.
Kate Spade påträffades den 5 juni 2018 död i sin lägenhet på Manhattan. Enligt polisen hade hon begått självmord. Kate Spade blev 55 år gammal.

## Galleri

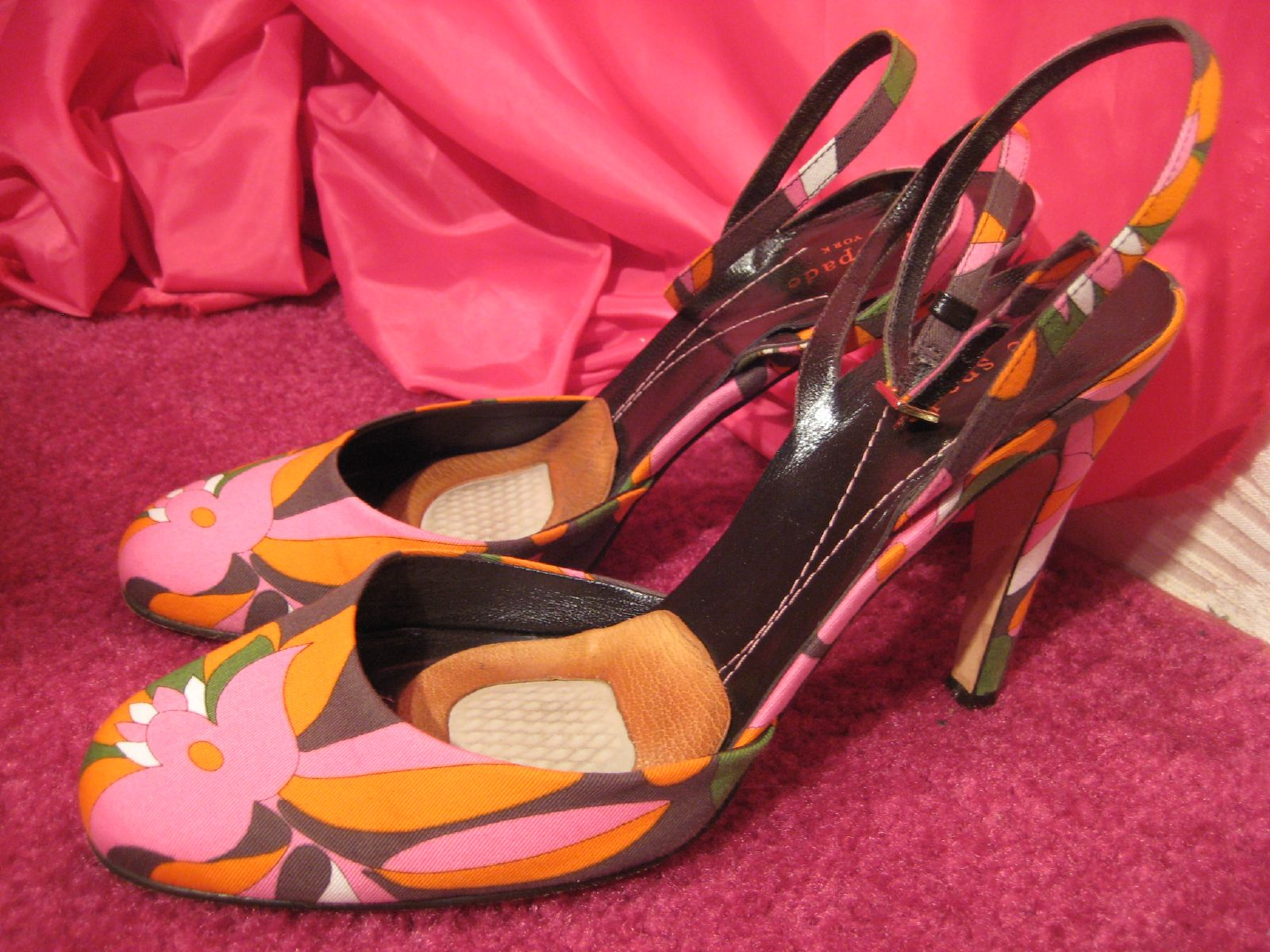
Skor från Kate Spade
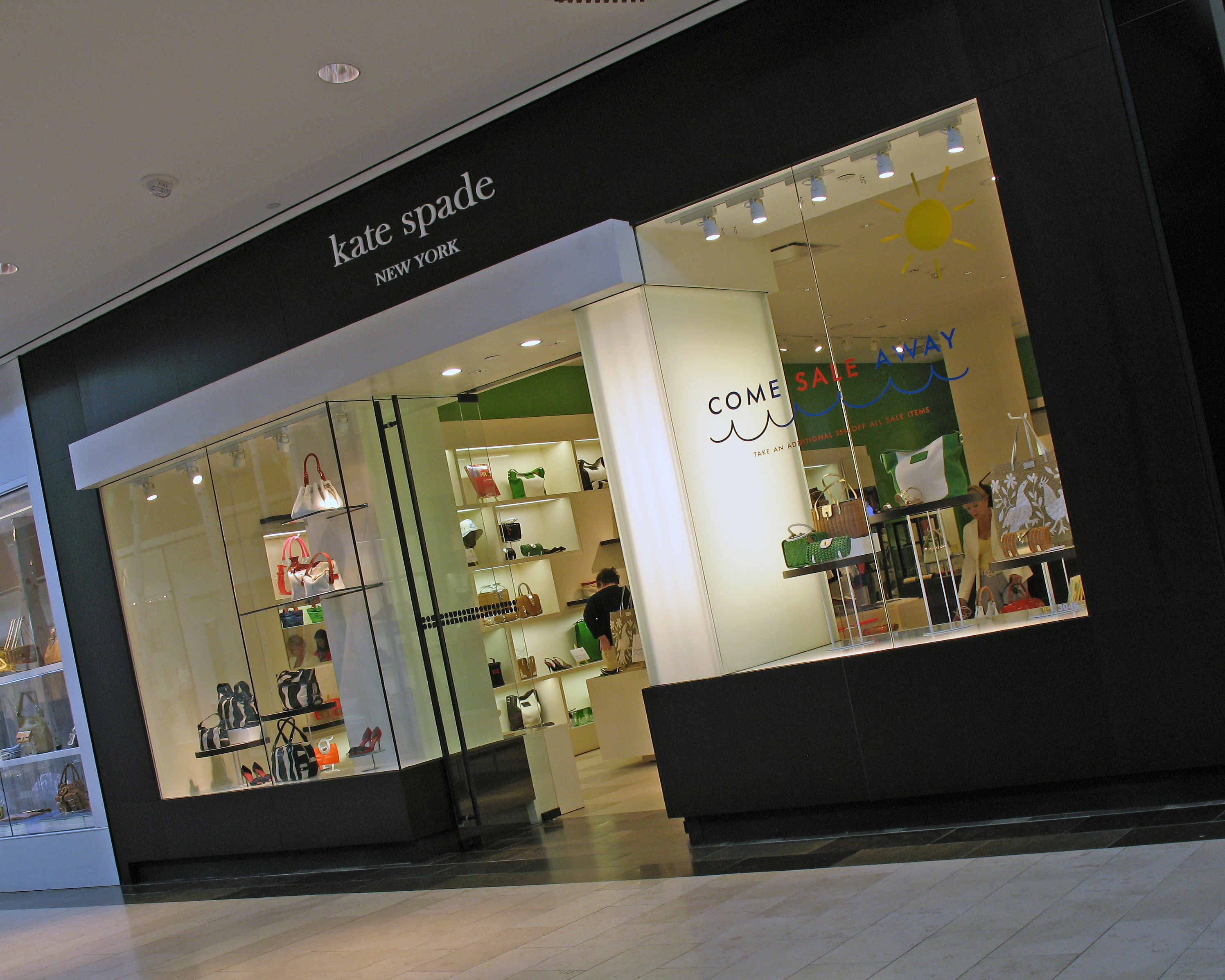
Kate Spade butik i köpcentrumet Natick Mall (f.d. Natick Collection) i New York.